# Dino Radončić
Dino Radončić (Gießen, Hesse, 8 de enero de 1999) es un jugador de baloncesto montenegrino que juega en el Real Betis Baloncesto de la Liga LEB Oro. Con 2,02 metros de altura, juega en la posición de alero.

## Trayectoria deportiva

### Inicios
Inició su carrera como jugador en las categorías inferiores del KK Uno Grande Zrenjanin. En 2013, llega al FC Barcelona, siendo uno de los jugadores más prometedores de la generación del 99 y continúa su progresión disputando una temporada en el Cadete B del Barcelona.
En septiembre de 2014 entra a formar parte de la cantera del Real Madrid de Baloncesto, dejando el FC Barcelona y firmando por tres temporadas en la cantera del Real Madrid. Radoncic estuvo en el equipo blanco hasta junior, y formó un equipo repleto de talento junto a Acoydan McCarthy y a Luka Dončić, dos de los jóvenes más seguidos en Europa en esas categorías.
El balcánico alternará el equipo Cadete con el junior. El 19 de abril de 2015 el Real Madrid Júnior se proclama campeón del Campeonato de Madrid Júnior. 
El 17 de mayo de 2015, el Real Madrid Júnior logró la victoria en el Campeonato de Europa Júnior (Adidas Next Generation Tournament), al derrotar en la final al Estrella Roja de Belgrado, disputada en el Barclaycard Center de Madrid.

### Profesional
El 18 de octubre de 2015, con sólo 16 años y 9 meses, debutó en la Liga ACB con el primer equipo del Real Madrid de Baloncesto, que ha saltado a la cancha a falta de 2:28 minutos para el final del partido que los blancos han ganado en la cancha del RETAbet.es GBC (61-94), quedándose sin anotar.
El 22 de octubre de 2015, debuta en Euroliga frente al Estrella Roja de Belgrado, a falta de 2:48 por jugar, volvió a jugar el canterano serbio de 16 años (ya había debutado  unos días antes con el primer equipo en San Sebastián), sustituyendo a Luka Dončić.
El jugador es cedido por el Real Madrid de Baloncesto al San Pablo Burgos para disputar en Liga ACB la temporada 2018-19.
El 10 de enero de 2019, el UCAM Murcia anuncia el fichaje del alero montenegrino cedido por el Real Madrid de Baloncesto, para reencontrarse con Javier Juárez Crespo, exentrenador del jugador en la cantera del Real Madrid, tras tener pocos minutos en el San Pablo Burgos, dejando unas medias de 3,7 puntos y 3 rebotes por encuentro.
El 25 de febrero de 2020, acuerda su desvinculación con UCAM Murcia CB y se compromete con Iberostar Tenerife para cubrir la baja de Santi Yusta hasta el final de la temporada. En el momento de fichar por el Tenerife tenía  años y un total de 81 partidos en la Liga Endesa.
En agosto de 2020 firma por el Casademont Zaragoza por varias temporadas y durante la temporada 2020-21, lo cedería a las filas del Delteco GBC en la Liga Endesa.
El 17 de julio de 2023, firma por el Bayern de Múnich de la BBL.
El 12 de agosto de 2024, firma por el Real Betis Baloncesto de la Liga LEB Oro.

### Selección nacional
Disputó el Eurobasket 2017 y la Copa Mundial de Baloncesto de 2019.
En septiembre de 2022 disputó con el combinado absoluto montenegrino el EuroBasket 2022, finalizando en decimotercera posición. 
Durante agosto y septiembre de 2023 fue integrante de la selección de Montenegro que participó en el Mundial de 2023 celebrado en Asia, y que finalizó en decimoprimer lugar.